# Reino de Kakongo
El Reino de Kakongo fue un pequeño estado precolonial situado en la costa atlántica de África central, ubicado en la actual República del Congo y Cabinda, Angola. Junto con el reino vecino del sur, Ngoyo, y el del norte, Loango, eran importantes centros comerciales y políticos durante los siglos XVII al XIX. La gente hablaba un dialecto de la lengua kikongo y por lo tanto puede ser considerado como parte de la etnia bakongo.

## Historia
Los orígenes de Kakongo son desconocidos, y las tradiciones orales recolectadas en la región en los siglos XIX y XX no hacen mucho para elucidar la historia más antigua del reino. En su estado actual, la arqueología sólo puede atestiguar que la región ya estaba habitada en la Edad del Hierro por el siglo V a. C., y que ya estaban emergiendo sociedades complejas en la zona por los primeros siglos d. C.
El reino se menciona por primera vez en los títulos del rey de Congo Afonso I en 1535, en el que señala que fue rey de esta región, así como de otros reinos situados a lo largo de la orilla norte del río Congo. Este título ha llevado a los historiadores a creer que Kakongo fue una vez parte de una federación de estados que incluyó Congo y que puede haber formado parte del mismo ya a finales del siglo XIV. Según la tradición, de Kakongo salió la dinastía fundadora del reino de Loango.
Kakongo fue, sin embargo, un estado independiente en todo su esplendor a partir del siglo XVI en adelante. Los comerciantes portugueses, interesados en el comercio del cobre, el marfil y los esclavos, comenzaron a establecer fábricas en Kakongo en la década de 1620 y los comerciantes holandeses e ingleses también visitaron el reino durante el siglo XVII. Su capital se llamaba Kinguele, una ciudad en el interior del reino.
Los portugueses ocuparon la costa de Kakongo en 1883 para prevenir la acción francesa en el área. También hicieron acuerdos con las autoridades locales, como con António Thiaba da Costa, hombre de cierto título importante en Kakongo que fue simultáneamente nombrado oficial del ejército portugués. Estas acciones ayudaron a respaldar la autoridad de Portugal en la región, y su reclamación de larga data a Cabinda (de la que Kakongo formaba parte) fue reconocida internacionalmente en 1885, con lo que la región se incorporó a Angola.

## Centro comercial
Kakongo se convirtió en un centro comercial muy importante en el siglo XVIII, visitado regularmente por barcos de Inglaterra, Francia, Países Bajos y Portugal. Su puerto de Cabinda era un centro importante y se encontraba en una bahía protegida. Los esclavos dominaban las exportaciones del país, aunque la mayoría eran simplemente transbordados de zonas al sur, tanto en el Reino de Congo como en las provincias orientales de Angola (como Matamba). En 1775, los misioneros franceses trataron de convertir al reino, junto con sus vecinos, al cristianismo, esperando cosechar el fruto de su larga asociación con el vecino reino cristiano de Congo. La misión no tuvo éxito en su mayor parte, pero hizo contacto con una comunidad de cristianos de la provincia de Soyo que vivían en la ciudad de Manguenzo. Sin embargo, la misión fue finalmente abandonada.